# الدوري البحريني الممتاز 1971–72
الدوري البحريني الممتاز 1971-1972 هي النسخة السادسة عشر من الدوري البحريني الممتاز.

## نظرة عامة
توج الأهلي باللقب.